# Зевідень
Зевідень, Зевідені (рум. Zăvideni) — село у повіті Вилча в Румунії. Входить до складу комуни Прундень.
Село розташоване на відстані 150 км на захід від Бухареста, 40 км на південь від Римніку-Вилчі, 58 км на північний схід від Крайови, 146 км на південний захід від Брашова.

## Населення
За даними перепису населення 2002 року у селі проживали 794 особи. Рідною мовою 793 особи (99,9%) назвали румунську.
Національний склад населення села:
| Національність | Кількість осіб | Відсоток |
| -------------- | -------------- | -------- |
| румуни         | 786            | 99,0%    |
| цигани         | 6              | 0,8%     |